# Goémon
Pour les articles homonymes, voir Goemon.

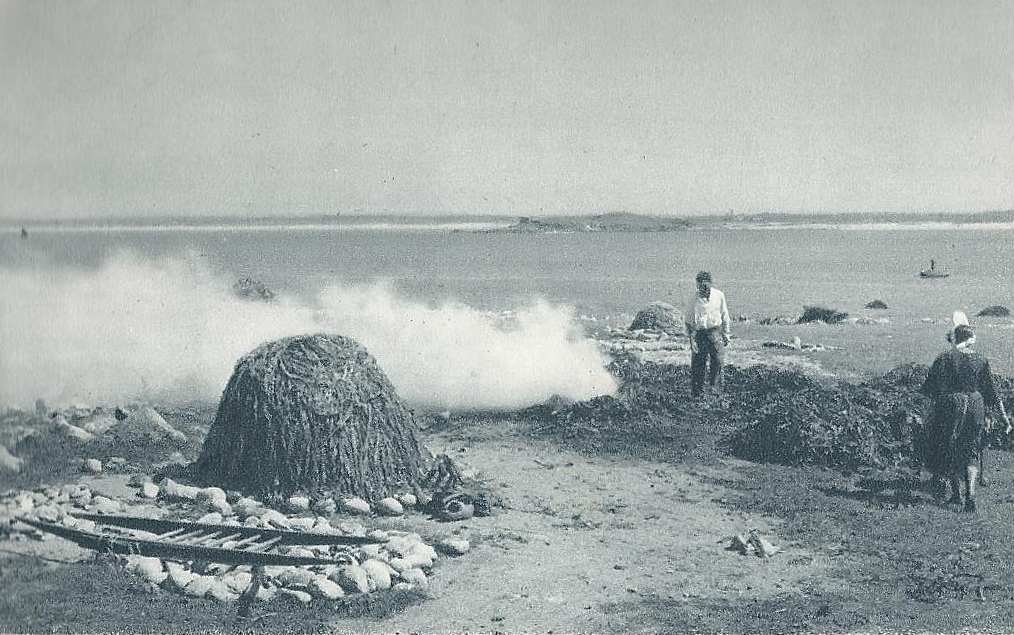
Brûleurs de goémon à l'anse de Pointe de la Torche en Bretagne - 1944.

Le goémon, ou encore varech en Bretagne, est un mélange indéterminé de macroalgues — algues brunes, rouges ou vertes — exploitées par l'homme. On distingue le goémon échoué ou goémon épave (appelé aussi sart ou varech laissé par le retrait des marées que l'on récolte dans la laisse de mer le long des côtes maritimes, le goémon de rive (découvert à l'estran) encore accroché aux rochers et le goémon de fond récolté en mer par des goémoniers. Le mot goémon désigne aussi par extension l'engrais à base de goémon.

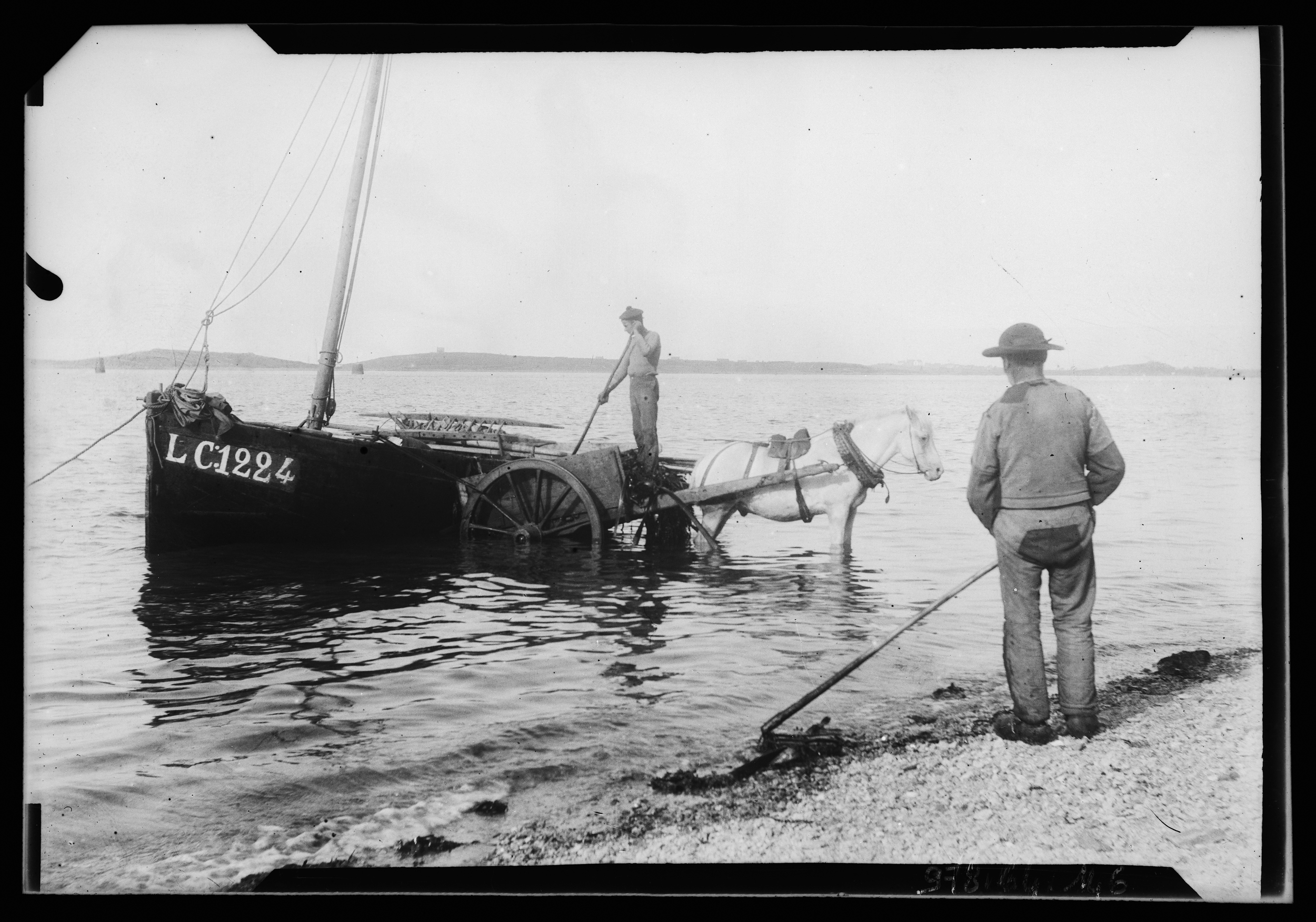
Pêcheurs de goémon dans la baie de Douarnenez, photographiés par Paul Gruyer en 1901-1902

Utilisé comme combustible ou pour la nourriture animale, comme production d'iode ou de soude, il est principalement récolté pour l'agriculture dès le XVIIIe siècle en Bretagne et en Normandie. Il fait, plus précisément en Normandie, l'objet d'un ramassage pour l'industrie du verre et la production de soude pour la Manufacture royale des Glaces de Tourlaville en Normandie, manufacture qui fabrique les glaces de Versailles au XVIIe siècle. Au XXe siècle, on l'utilise dans l'agroalimentaire. 
La récolte du goémon en Bretagne est une pratique inscrite à l’Inventaire du patrimoine culturel immatériel en France.

## Étymologie

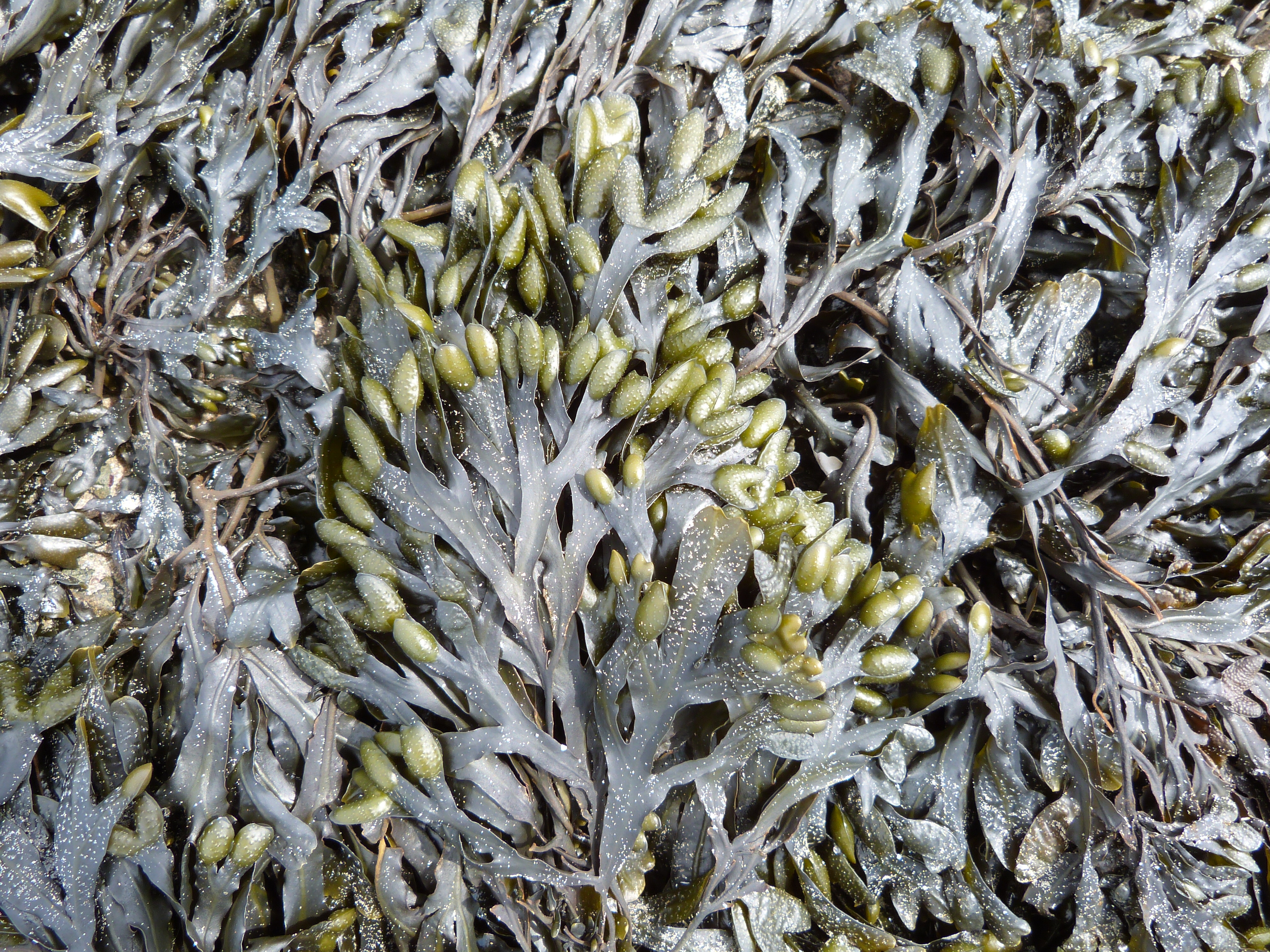
Fucus vésiculeux.

Le mot goémon est emprunté au breton gwemon ou gouemon ou au gallois gwymon, il est attesté en français assez tardivement vers le XIVe siècle sous la forme goumon « varech ; engrais fait du varech ». 
Le mot varech est issu de l'ancien normand d'origine anglo-scandinave warec, werec signifiant « épave ». Il remonte ultimement au vieux norrois vágrek « ce qui est rejeté par la vague, épave maritime », influencé morphologiquement par un autre terme norrois *vreki non attesté, mais dont on conserve la trace dans reki « épave maritime ». Le sens d'« algues rejetées par la marée, qui peuvent servir à la consommation et comme engrais » est attesté dès 1120 en français,. Fleury dans son Dictionnaire du patois de la Hague donne à la variante vrec le sens de « varech, plantes marines employées pour fumer des terres ou pour faire de la soude ».
Le « droit de varech » est le droit de s’emparer de tout ce qui est rejeté par la mer sur ses côtes.

## Les espèces qui composent le varech ou goémon

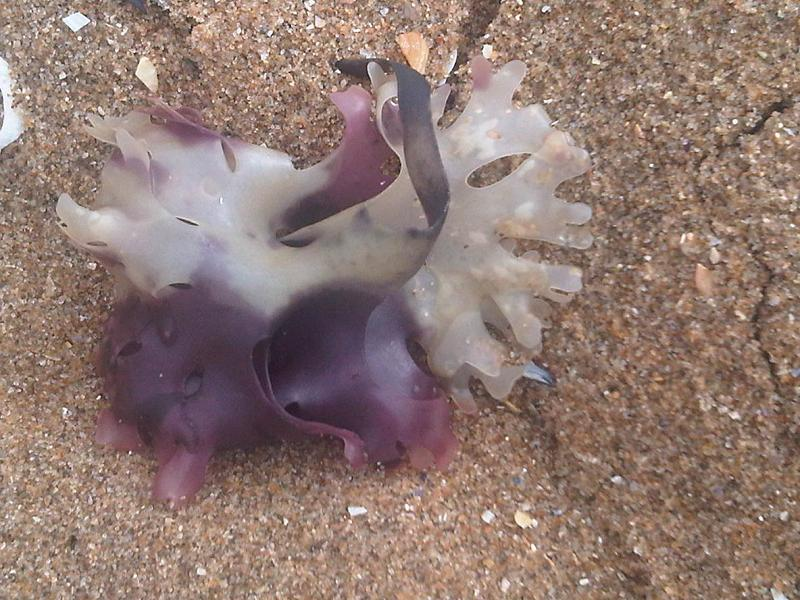
Le Chondrus crispus, connu sous les noms de « Petit Goémon », « Goémon frisé », « Goémon blanc », « lichen de mer » par les goémoniers et « lichen carraghéen » par les industriels, donne l'actif gélifiant carraghénane.

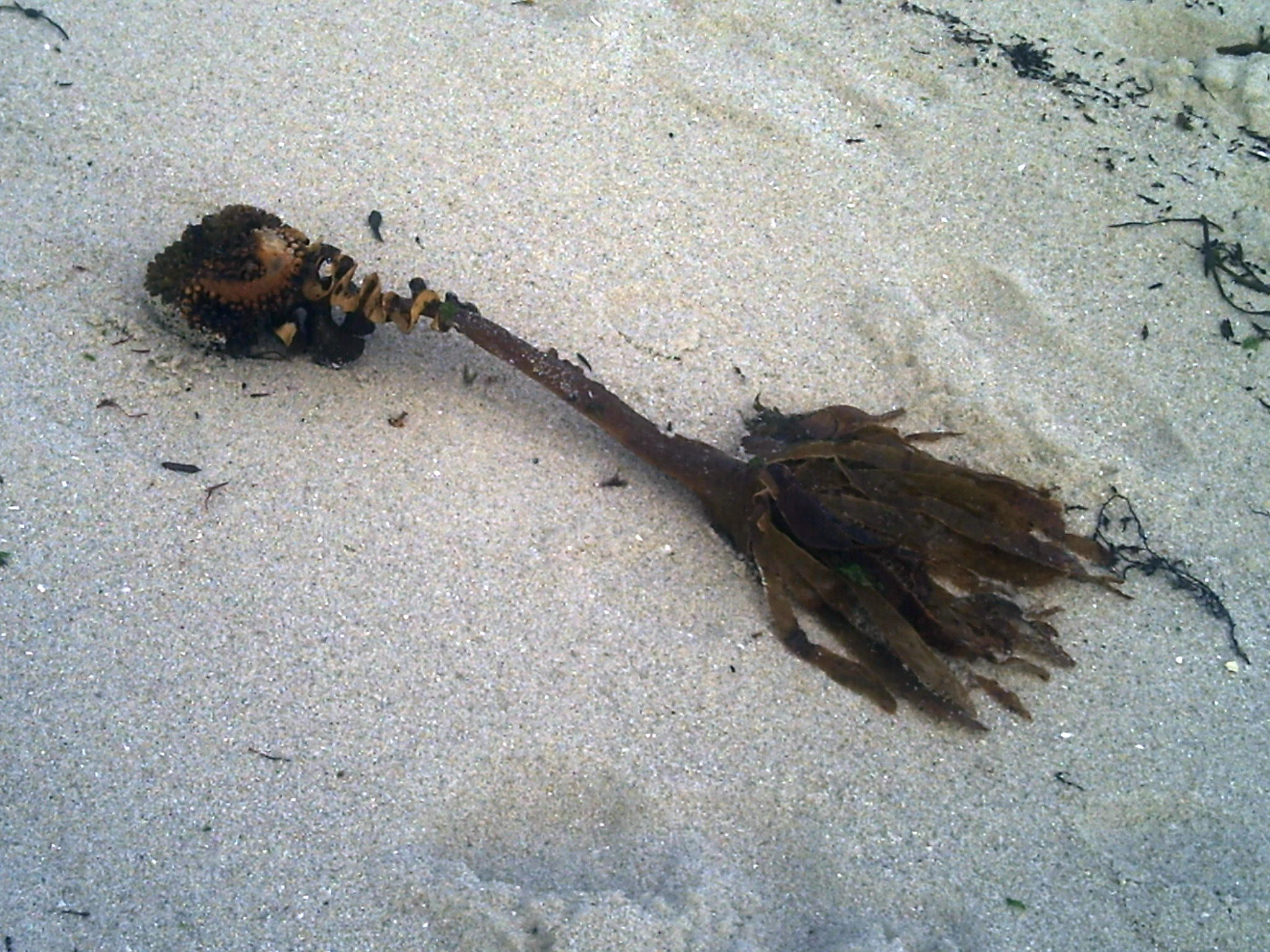
Laminaire sur le sable

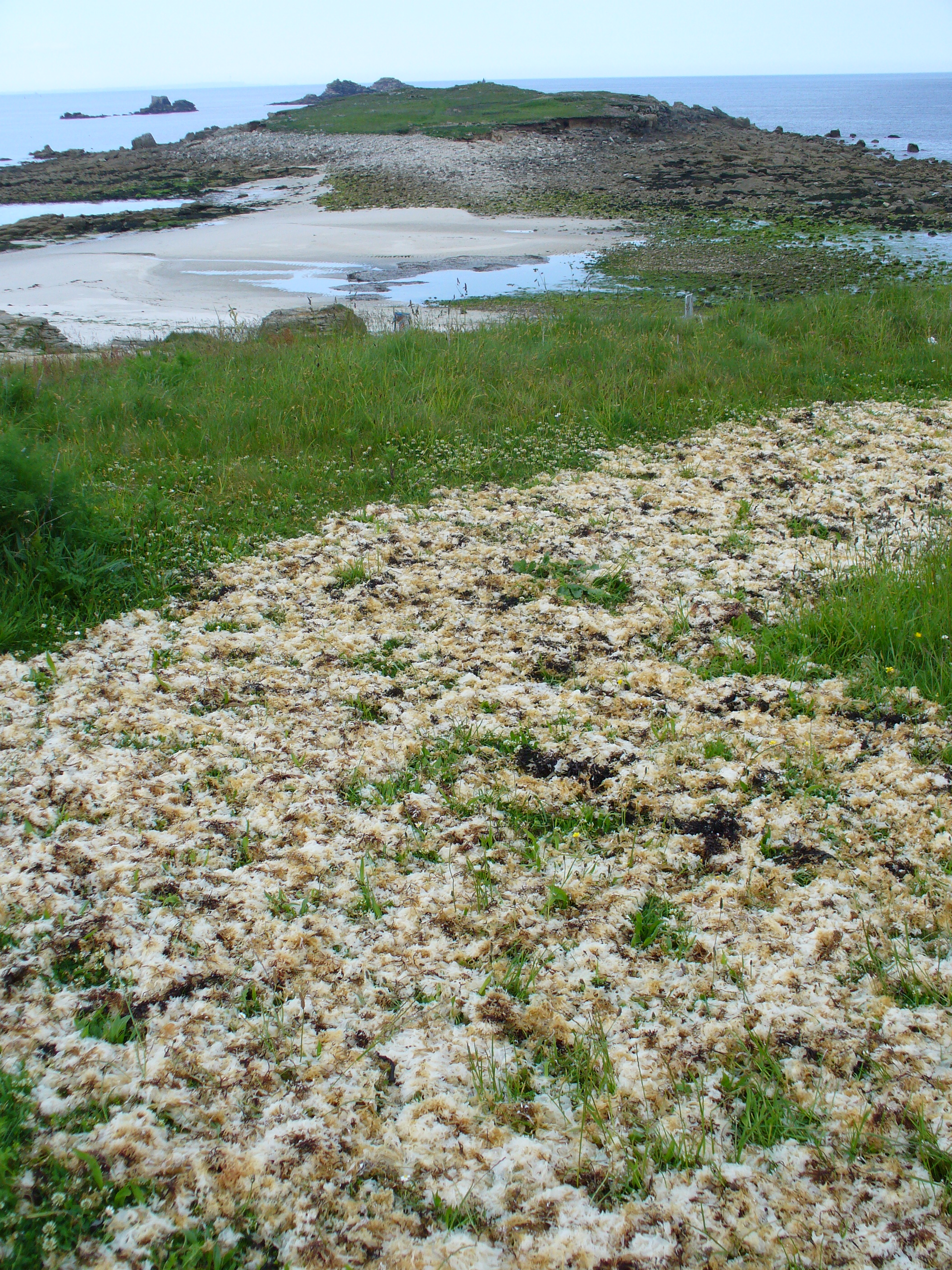
Goémon en train de sécher devant l'île Ségal à Plouarzel (Finistère)

Le varech se compose essentiellement d'algues de la famille des Phaeophyceae, ou algues brunes, telles :
- les laminaires, du genre Laminaria, ordre des Laminariales
- les fucus, du genre Fucus, ordre des Fucales
- les ascophyllum, du genre Ascophyllum, ordre des Fucales, appelés goémon noir

et d'algues rouges (Rhodophyta) dont le Chondrus crispus (appelé goémon blanc ou « pioka ») et Palmaria palmata (appelé goémon à vache).
Les zostères (Zostera sp.) qui sont des plantes vasculaires sont parfois appelées à tort 'varech'[réf. nécessaire].

## Utilisation

### Usage traditionnel
- Combustible (jusqu’à la Seconde Guerre mondiale) : le glaouad (de glaou : charbon en breton) étant un mélange de bouses séchées et d'algues séchées qui était utilisé comme combustible (à l'instar de la tourbe) permettant de pallier le manque de terres cultivables et compléter les revenus des paysans.
- Engrais (usage aujourd’hui réduit) : l'exploitation du goémon comme engrais remonte au moins au haut Moyen Âge. Il a contribué pour une part importante à la réputation de la « ceinture dorée » de la Bretagne[12].
- Alimentation animale : en breton, l'expression bijin saout (« algue à vaches ») illustre l'utilisation des algues comme nourriture pour le bétail.

Pêr-Jakez Heliaz a décrit les utilisations traditionnelles du goémon en pays Bigouden :

« Les populations de la côte tiraient du goémon autre chose qu'un appoint pour leurs cultures. Et tout d'abord il servait de "bois de chauffage", quand il avait été séché comme il faut, sur ces rivages venteux où les rares arbres ne suffisaient même pas à charpenter les maisons. (...) On en bourrait aussi, dans les pauvres maisons, les paillasses de chanvre où, sous le nom de melez rouz, il remplaçait bruyamment la balle d'avoine. (...) Et le goémon, à défaut d'être du pain, était nourriture, et l'est toujours. Je me souviens d'une sorte de flan (...) au pays de Léon (...). Au départ c'est une algue blanche et rose en forme d'arbrisseau (...) que l'on fait blanchir. (...) Mise au lait, elle donne une sorte de gâteau qu'il convient de déguster aussitôt fait. Certaines variétés d'algues rousses dont j'ignore le nom français servaient aux femmes bigoudènes, après décoction, à teindre leurs coiffes blanches en couleur havane quand elles étaient en deuil, c'est-à-dire souvent. D'autres algues, très fines et mélangées selon des recettes jalousement tues, donnaient une sorte de lait de beauté dont les jeunes filles de la côte s'adoucissaient la peau durcie par le hâle. »

### Usage industriel

#### Fabrication de soude
Le premier usage industriel de ces macroalgues a lieu au XVIe siècle dans les manufactures du verre et les fabriques de savon. Le carbonate de sodium, « soude naturelle » nécessaire à la réaction de saponification, est en effet obtenu à partir des cendres de certaines plantes riches en sodium comme la Soude brûlée, les salicornes ou les algues. La température de fusion de la silice est abaissée par le carbonate de sodium issu des cendres de bois mais avec l'épuisement des forêts, les verriers utilisent les cendres obtenues par le brûlage des algues brunes dans les fours à goémon. 
Deux industriels, Pellieux et Mazé-Launay, installent vers 1870 deux usines à soude, l'une à Béniguet, l'autre à Trielen, deux îles de l'archipel de Molène. Ces deux industriels ont inventé un nouveau modèle de four qui traite 60 kg de goémon toutes les deux heures, les convertissant totalement en 3 kg de soude. Mais ce brûlage du goémon est très polluant en raison de l'abondance des fumées émises. Leur demande en 1872 de création d'une nouvelle usine à l'Île de Batz suscite des polémiques passionnées au sein du conseil général du Finistère, Théophile de Pompéry, conseiller général et grand défenseur de l'agriculture reprochant à ce projet l'utilisation de quantités importantes de varech indispensable comme engrais naturel pour l'agriculture et surtout les pollutions induites par les abondantes fumées émises. Le conseil municipal de Roscoff s'y oppose pour les mêmes raisons.
Cette exploitation des algues décline avec la production industrielle du carbonate de sodium à partir du XVIIIe siècle.

#### Fabrication d'iode
De l’iode ou du brome sont également extraits du brûlage du goémon. En 1811, le chimiste Bernard Courtois découvre l'iode dans les cendres d'algues. Ce n’est toutefois qu’en 1829 qu’ouvre au Conquet l'usine Tissier, première usine bretonne d’extraction d’iode obtenu par calcination du goémon dans des fours à soude. Cela marque la deuxième période industrielle des algues. Les pains de soude de goémoniers sont livrés aux usines qui en extraient l'iode utilisé dans l'industrie de la photographie (iodure d'argent) et le domaine médical (teinture d'iode désinfectant les blessures externes). 
Des usines à iode se créent le long du littoral breton (on en compte 18 à la fin du XIXe siècle), par exemple à Pont-l’Abbé en 1852, Vannes en 1853, Quiberon en 1857, Portsall (usine Carof) en 1857, l’Aber-Wrac’h (usine Glaizot) en 1873, Guipavas en 1877, Lampaul-Plouarzel et Audierne en 1895, Loctudy et Kérity (Penmarc'h) en 1914,  faisant travailler en tout plus de 300 ouvriers à la veille de la Première Guerre mondiale. 
D'autres usines ouvrirent dans l’Entre-deux-guerres, à Argenton (Société industrielle de l'algue marine) en 1918, Plouescat (Société de traitement chimique des algues) en 1919, Le Conquet (usine Cougny et Tissier) en 1921, Plouguerneau en 1922. La dernière usine de Pleubian (Société Le Goémon) a fermé en 1952 et a été reconvertie en centre de recherches d'algologie.
La production d’iode atteignit 50 tonnes en 1914, 27 tonnes en 1919, 88 tonnes (le record) en 1928 et 1930.
Aujourd'hui, des vestiges de cette époque sont encore visibles : ruines de fours à goémon et d'anciennes usines d'extraction d'iode.

#### Fabrication de gélifiants alimentaires
Après la production de soude et d'iode, la filière algues bretonne s'est reconvertie dans les gélifiants, les épaississants à partir des alginates (issus des laminaires ou des fucus) et des carraghenanes (issus des Rhodophyta).

### Nouveaux usages
En raison de leur grande diversité chimique et de la bioactivité de leurs métabolites secondaires, les macroalgues présentent un intérêt commercial qui est surtout exploité depuis le XXe siècle : cosmétiques, industrie agroalimentaire (légumes, phycocolloïdes : épaississant, gélifiant, etc.), horticulture (plastique compostable), agriculture (engrais et substitut aux phytosanitaires chimiques), santé humaine (médicaments) et animale (substitut aux antibiotiques), bioénergie, bains de varech.

En alimentation humaine : pour aromatiser pâtes, beurre, moutardes etc. mais aussi pour fabriquer des tartares d'algues, paillettes etc.

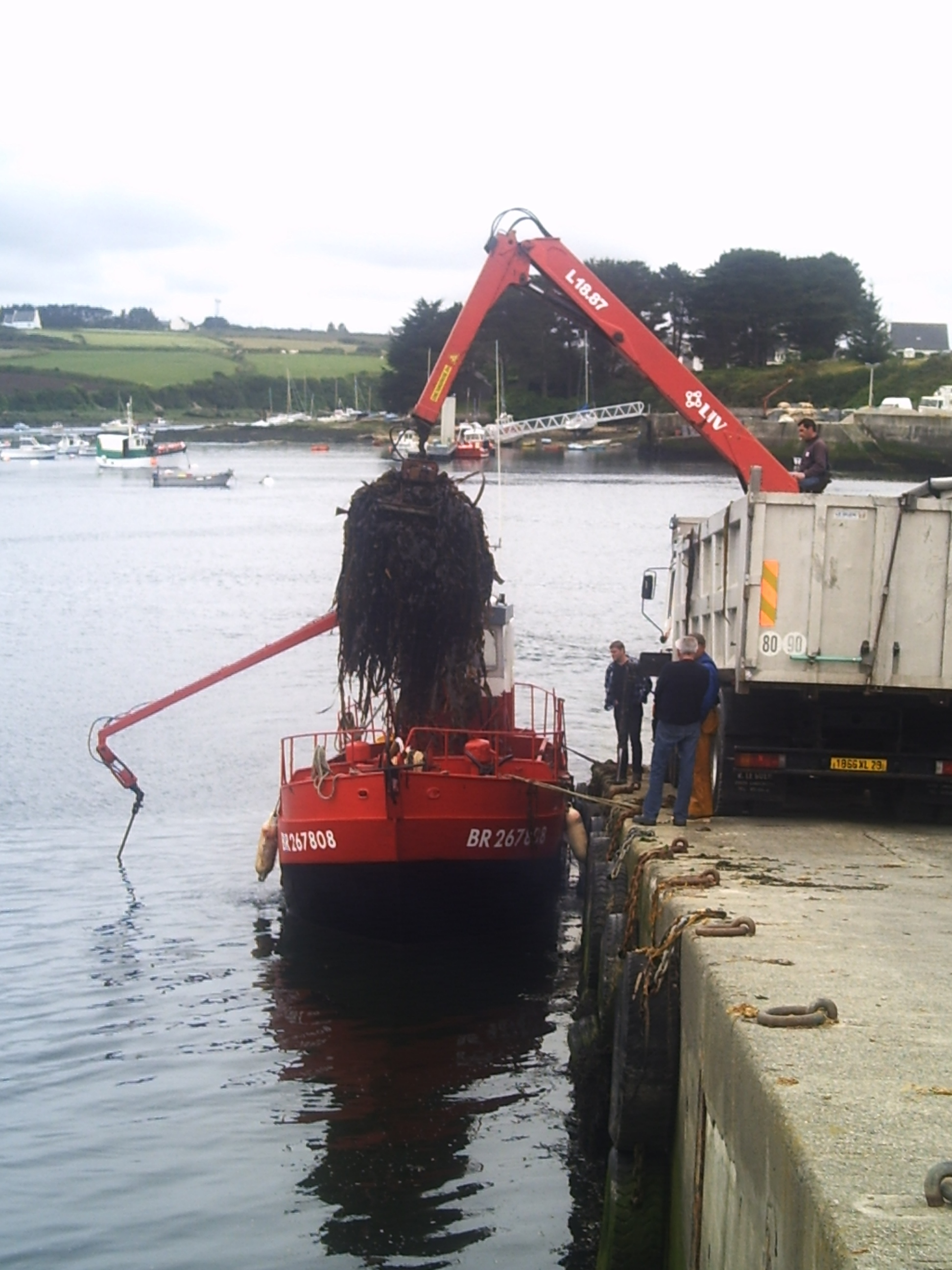
Déchargement du goémon dans le port de Lanildut.

## Économie
La production mondiale de macroalgues (récolte et surtout culture d'algues brunes, rouges et vertes) explose au XXIe siècle : de 15 millions de tonnes en 2009, elle est passée à 25 millions de tonnes en 2016 (24 millions étant issues de l'algoculture). La Chine est le premier producteur mondial (64 % de la production mondiale) devant l'Indonésie (11 %) et l'Europe (1 %  dont la France à peine 0,3 %).

### En Bretagne
Lanildut est le premier port goémonier d'Europe : en 2011, 15 bateaux y ont déchargé plus de 45 000 tonnes de goémon ; 65 000 tonnes ont été traitées en 2019. 
Les 35 bateaux goémoniers agréés (en 2015) pèchent la Laminaria digitata (au scoubidou) et la Laminaria hyperborea (au peigne) pour les industries agroalimentaire (gélifiants) et pharmaceutique.
La réglementation négociée entre les pêcheurs et les scientifiques (période de récolte, zone, quotas) permet de gérer durablement la ressource.
Le produit de la pêche est traité en presque totalité par les deux seuls sites de production d'alginates en France, JRS (de) Marine Products à Landerneau et Algaia à Lannilis.
La pêche à pied, qui avait presque disparu, est également en progression : 80 récoltants travaillent sur les côtes du Finistère en 2019.

## Le goémon dans la culture

### Musées
- Écomusée de Plouguerneau, dit aussi « Musée des goémoniers », présente les algues et la vie des goémoniers[32].
- La maison de l'algue à Lanildut[33].
- Site de Meneham à Kerlouan, site naturel et village restauré de paysans-pêcheurs-goémoniers[34].

### Peinture
Le ramassage et le brûlage du goémon sont des scènes qui ont inspiré de nombreux peintres, parmi eux :
- Paul Gauguin : Pêcheuses de goémon (1889 ou 1890)
- Eugène Boudin : La rade Brest, la récolte du varech (1873)
- Paul Sérusier : Le Ramasseur de goémon (vers 1890)
- Maxime Maufra : La récolte des goémons (1891, musée des beaux-arts de Nantes)[35]
- Émile Simon : La Récolte des goémons à Saint-Guénolé
- Howard Russell Butler : Les ramasseurs de varech (1886)
- Lionel Floch (1895-1972) : Le ramassage du goémon, huile sur toile, vendue 2 000 € à l'hôtel des ventes Bretagne-Atlantique de Quimper en 2013[36].
- Georges Fourrier (1898-1966) : Le brûleur de goémon à Notre-Dame de la Joie, gouache, 1936, vendue 2 150 € à l'hôtel des ventes Bretagne-Atlantique de Quimper en 2013[36].
- Henry Moret : Falaises d'Ouessant (1902)

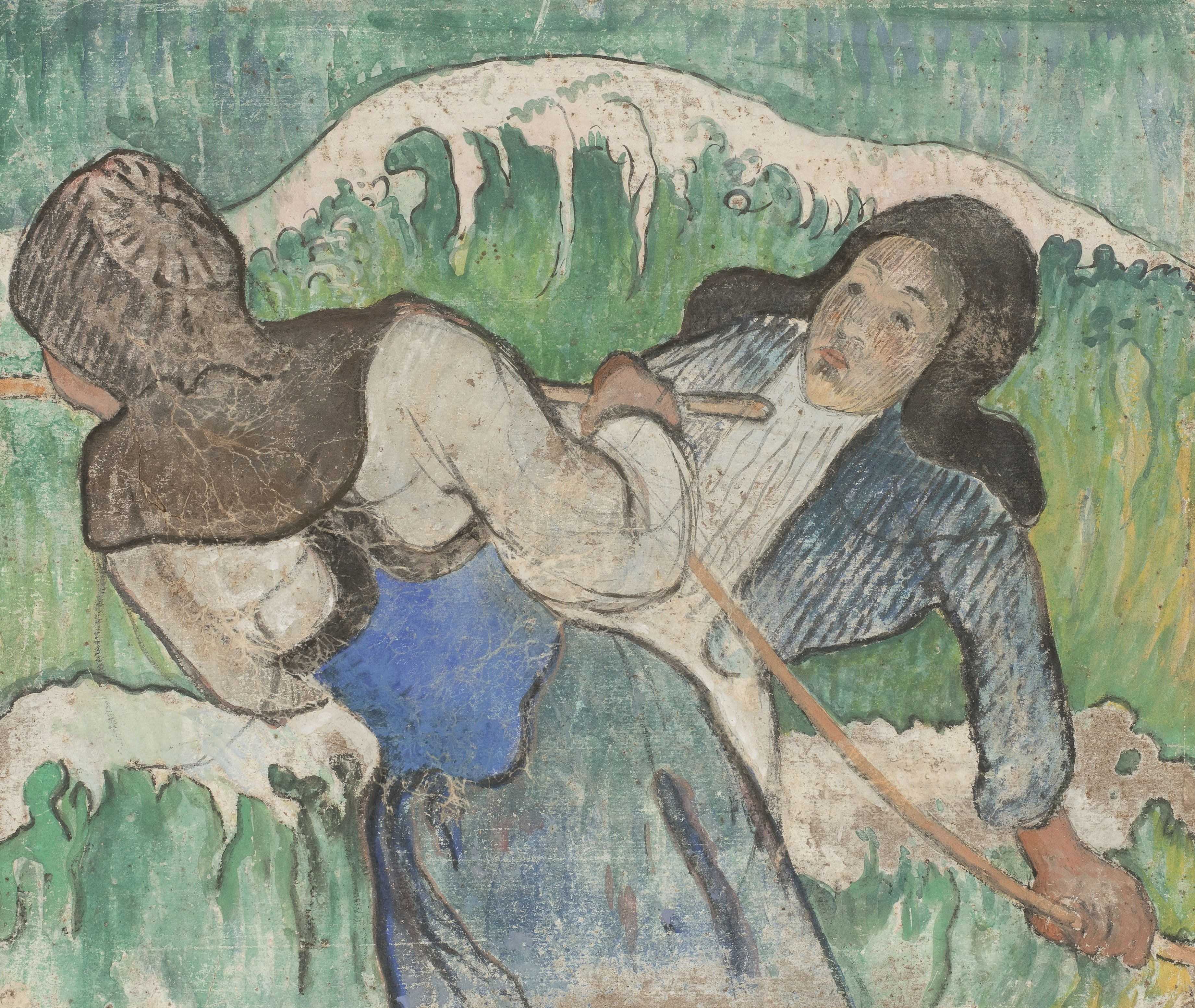
Paul Gauguin, Pêcheuses de goémon (1889 ou 1890)
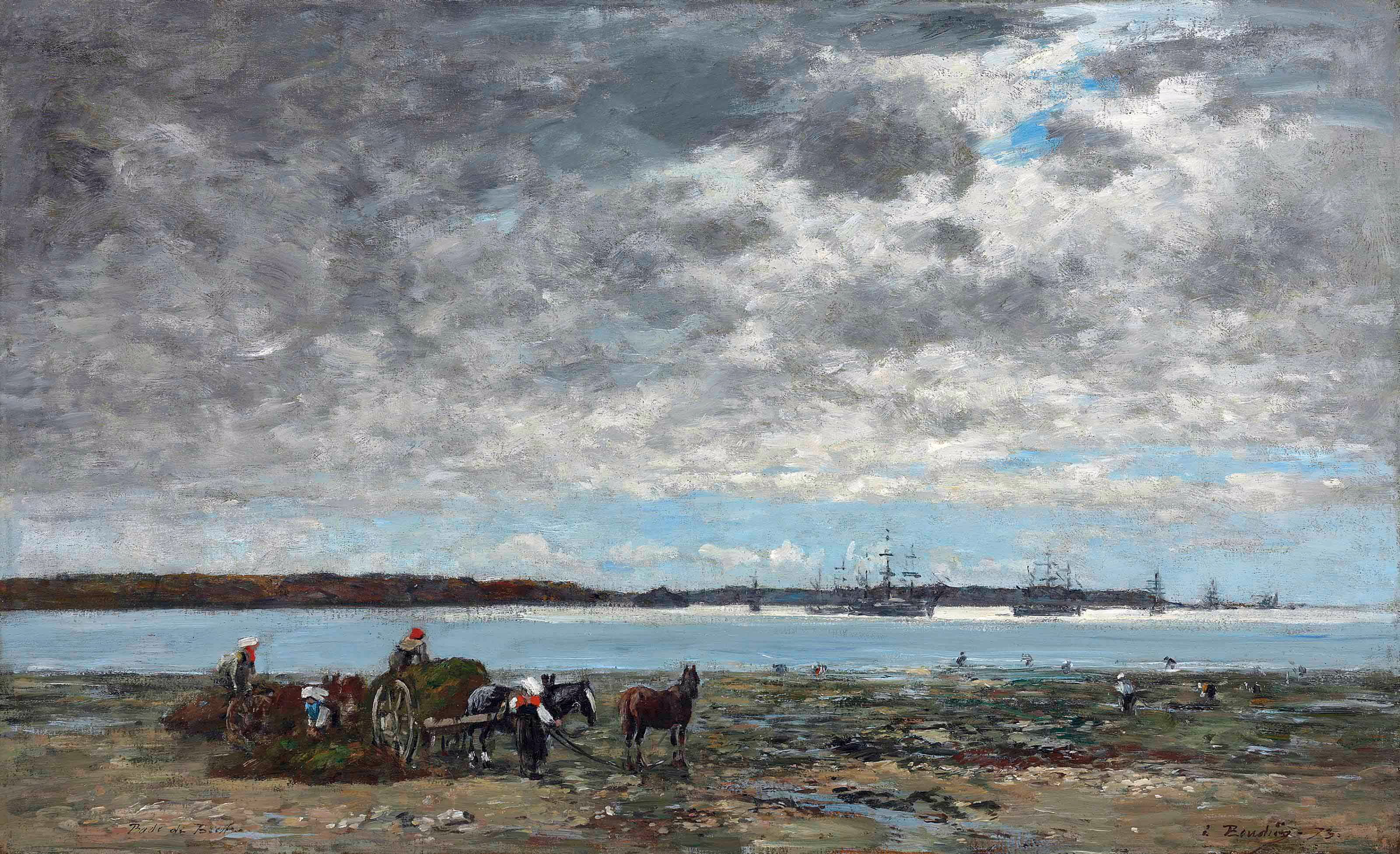
Eugène Boudin, Brest, la rade, récolte du varech (1873)
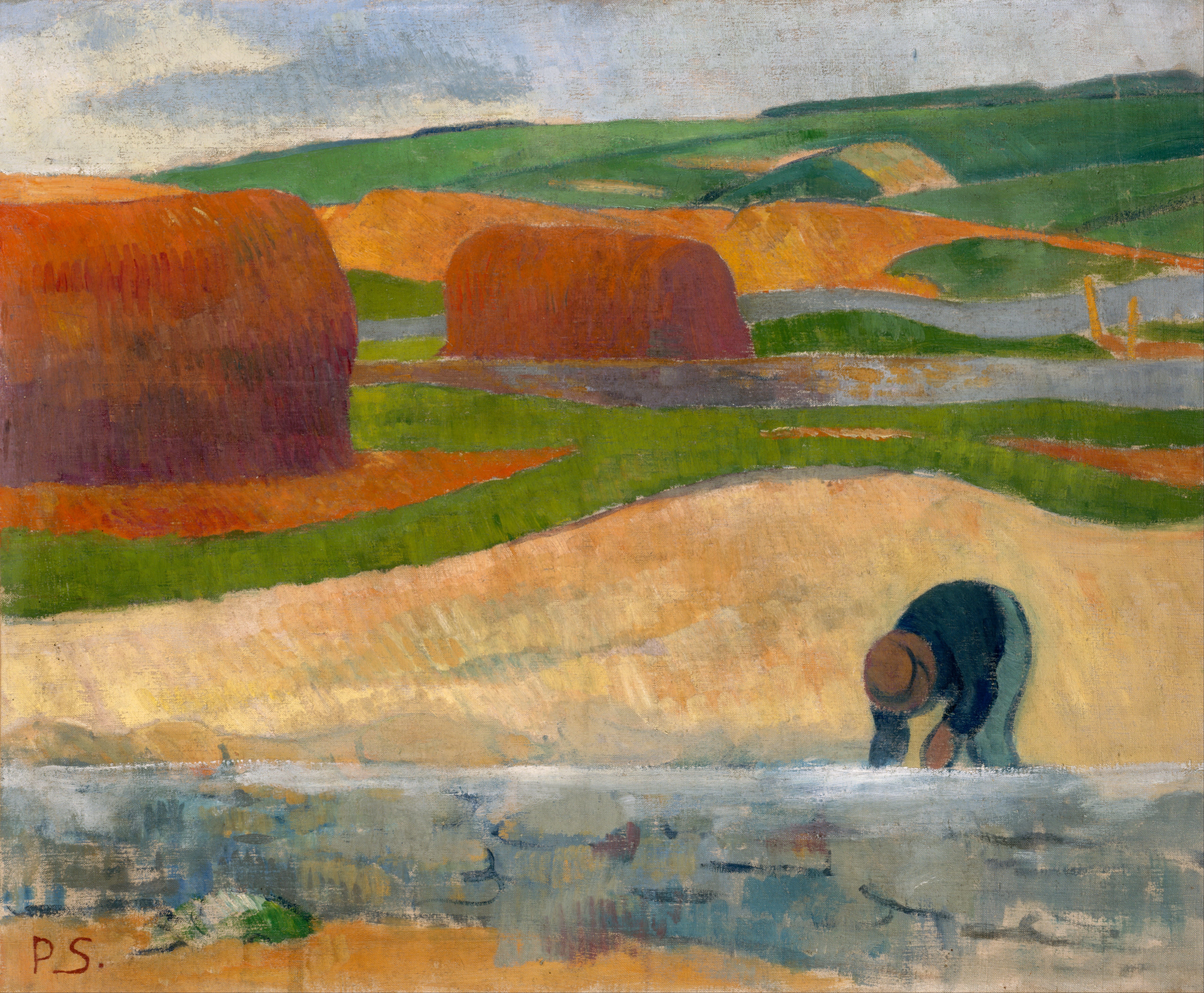
Paul Sérusier, Le Ramasseur de goémon (vers 1890)
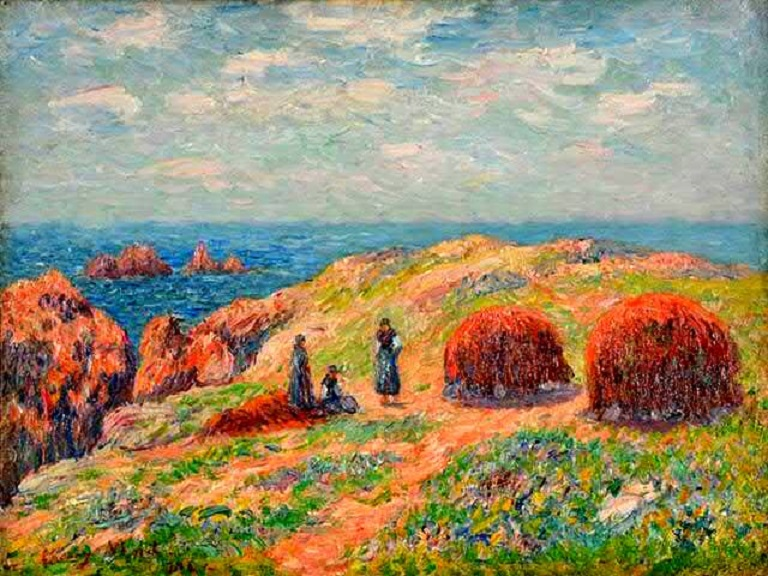
Henry Moret, Falaises d'Ouessant (1902)
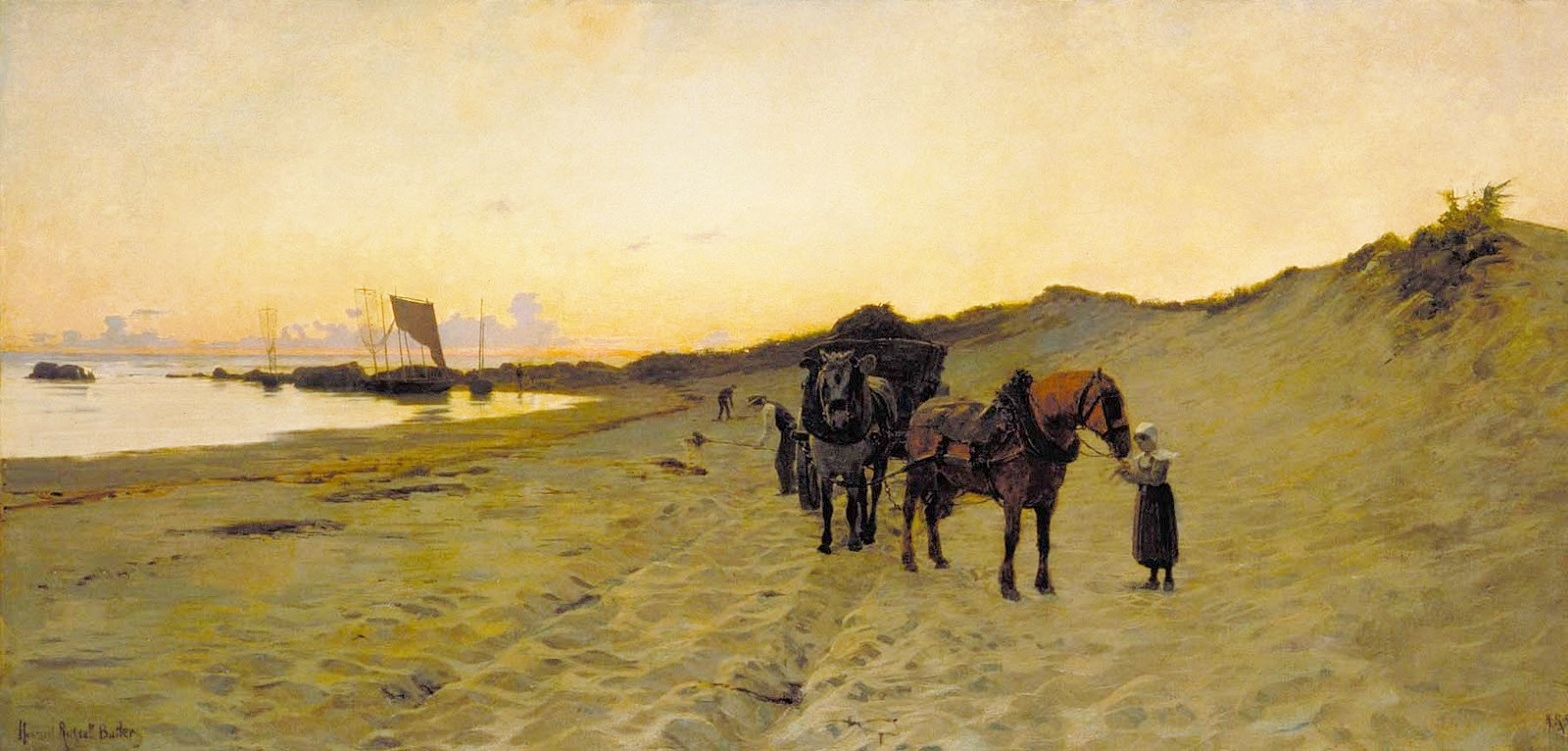
Howard Russell Butler : Les ramasseurs de varech (1886)
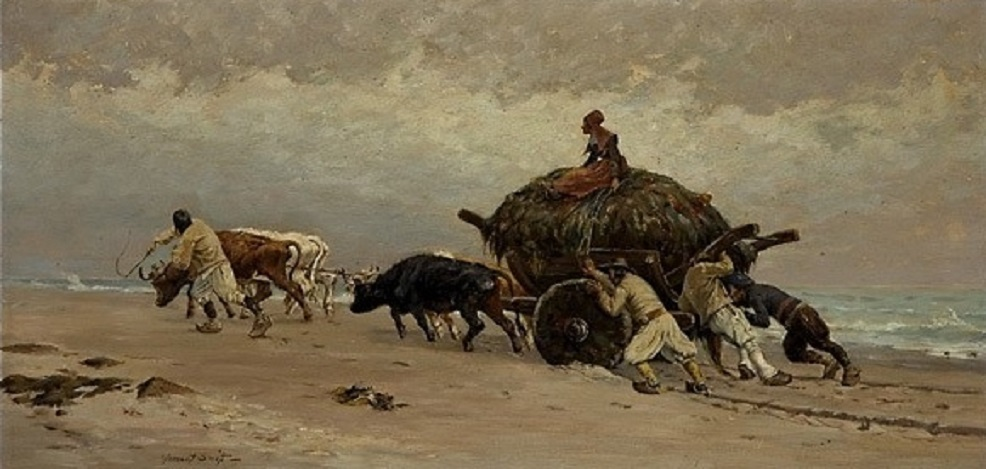
Clement Nye Swift : Ramasseurs de goémon (région de Pont-Aven)

### Musique / chanson
- Les goémons est une chanson de Serge Gainsbourg, extrait de l'album Serge Gainsbourg N° 4, les goémons y étant alors prétexte à une mélancolie romantique sur les d'amours orphelines[pas clair] que l'on prend et que l'on jette comme la mer rejette les goémons. Cette chanson a fait l'objet de reprises de Jane Birkin ainsi que de Noof.
- Varech, album du jazzman Henri Texier de 1977.

### Littérature
- Le pain de mer (Éditeur : J.-C. LATTÈS - 2002 -  (ISBN 9782709623568)) de Joël Raguénès raconte la vie de Yann Kerléo, paysan goémonier.
- Dans L'Île mystérieuse de Jules Verne, Cyrus Smith et Pencroff brûlent du varech pour obtenir de la soude naturelle qu'ils utilisent pour fabriquer du verre (chapitre IX), du savon et de la glycérine (chapitre XVII).
- Dans le cycle conscience de Franck Herbert, le varech, aussi appelé lectrovarech, est une algue douée de conscience[37]. C'est elle qui régule les flux chaotiques de l'océan de la planète Pandore. Dans le troisième volet du cycle, L'Effet Lazare, l’absence du varech laisse libre l'océan de la planète de recouvrir toutes les terres.
- La fille du goémonier, roman de terroir de Colette Vlérick paru en 1998 (Coll. Terres de France, Presses de la Cité, Paris), est une fiction évoquant à travers l'histoire d'une orpheline la modernisation induite par la guerre de 14-18 et un hommage de l'auteur à son pays d'adoption.

### Cinéma
- Jean Epstein a réalisé en 1929 un film de fiction, Finis terrae, consacré aux goémoniers de l'île de Bannec, près d'Ouessant.

## Fêtes
Des Fêtes du goémon sont organisées dans plusieurs localités littorales dans le Finistère, par exemple à Plouguerneau, à Plougastel-Daoulas, à Esquibien etc.

La Fête du goémon de Plouguerneau en 2012
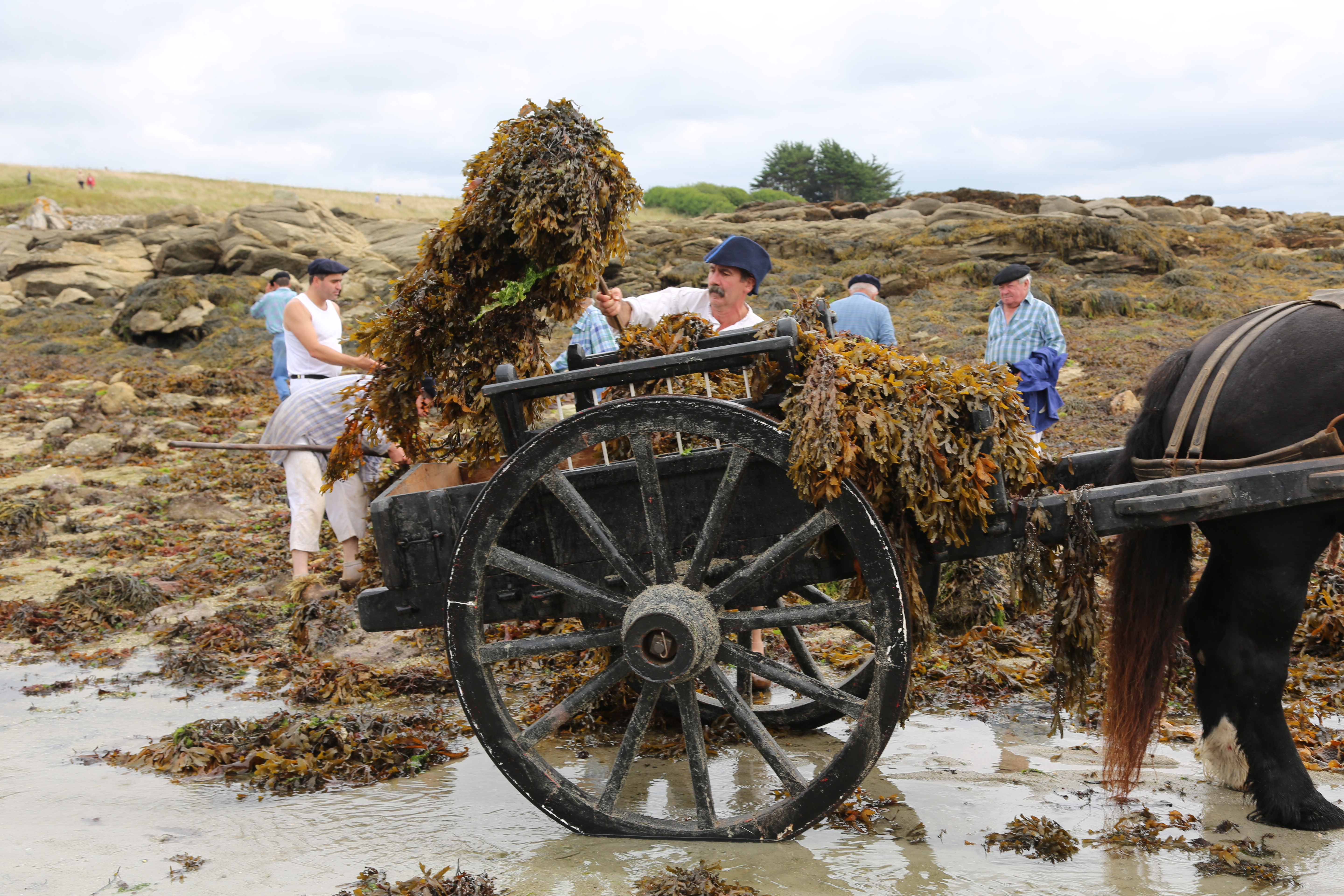
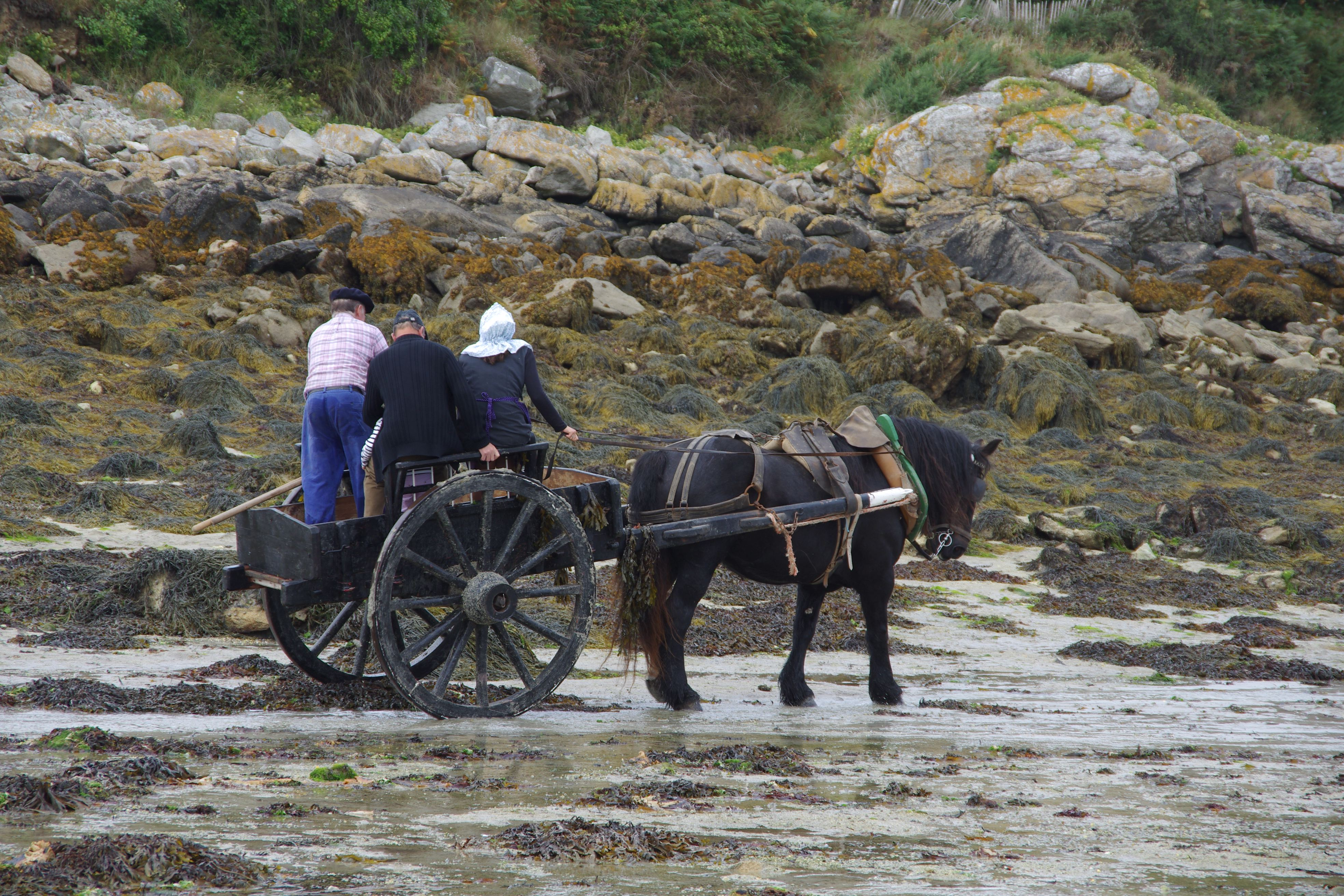
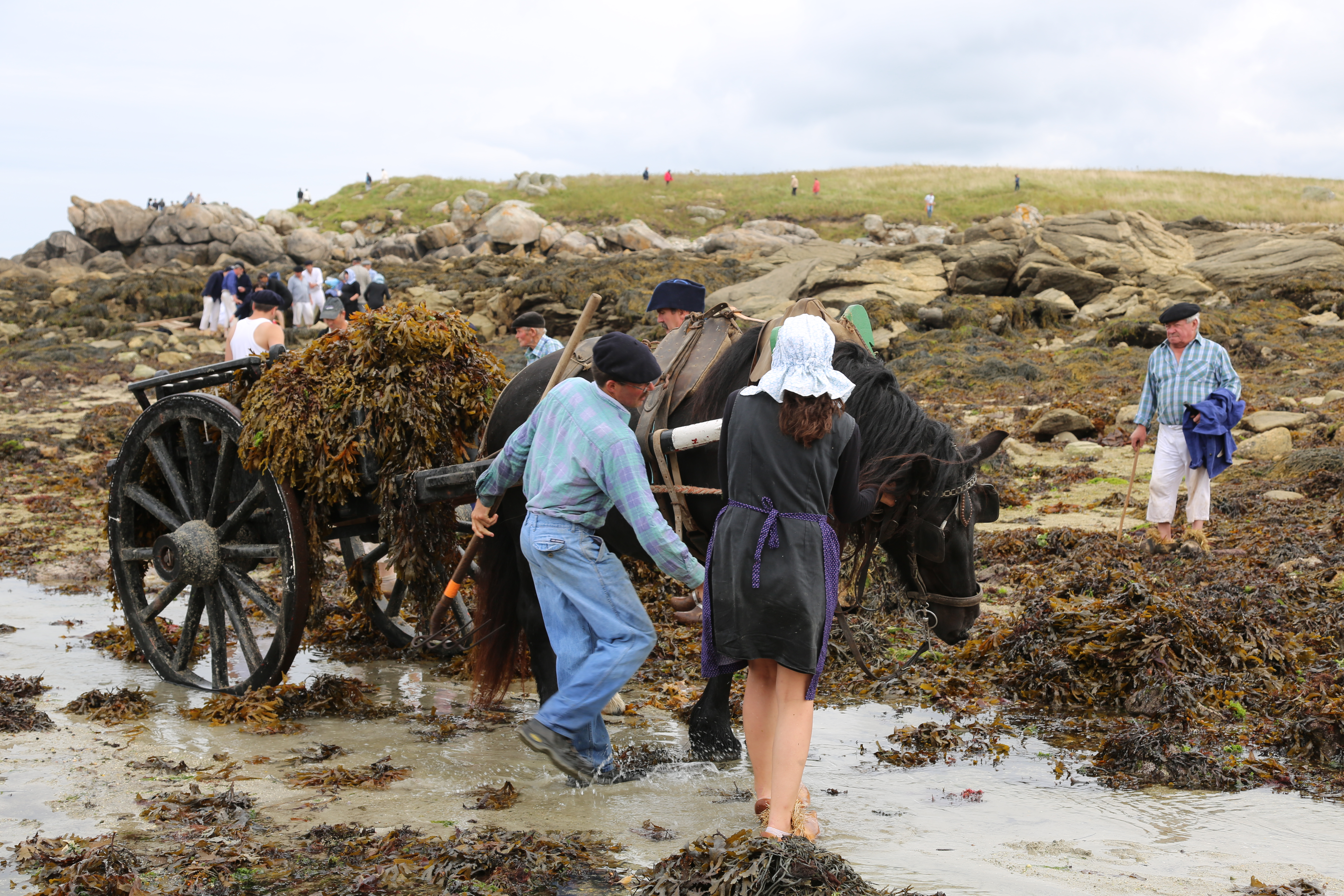
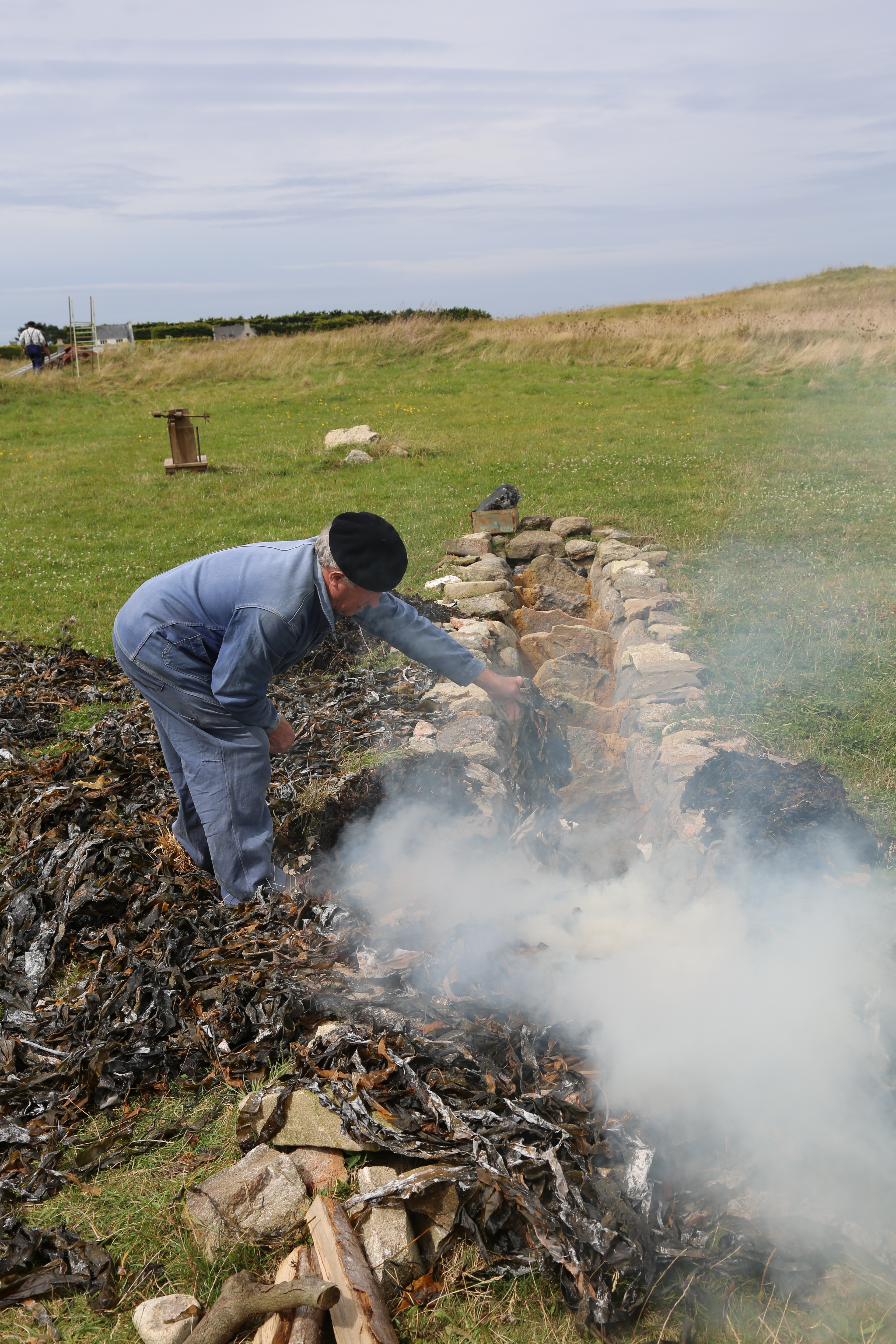